# Pierre Stibbe
Pierre Stibbe, né le 19 décembre 1912 à Paris et mort le 3 février 1967 à Amiens (Somme), est un homme politique socialiste, résistant et avocat anticolonialiste français. 

## Biographie
C'est pendant ses études de droit à Paris que Pierre Stibbe décide de s'engager dans l'action politique. Membre des étudiants socialistes en 1934, il participe au courant Gauche révolutionnaire mené par Marceau Pivert et devient un des rédacteurs de « Juin 36 », la revue de ce courant. En avril 1937, il fait partie des militants des jeunesses socialistes de la Seine exclus du mouvement. Au même moment, il s'inscrit au barreau de Paris.
Après le congrès de Royan de la SFIO, qui voit l'exclusion d'une partie des pivertistes confirmée, il participe à la création du Parti socialiste ouvrier et paysan.
Lorsque le PSOP explose, en 1939, il suit brièvement Jean Rous et les partisans de l'entrée en clandestinité, mais rompt avec ce dernier lors de la création du Mouvement national révolutionnaire, qu'il refuse de rejoindre. Mobilisé quelques semaines avant l'armistice de juin 1940, il est fait prisonnier à Dinard mais parvient à s'évader. Il se réfugie alors à Lyon, où il séjourne jusqu'en 1941.

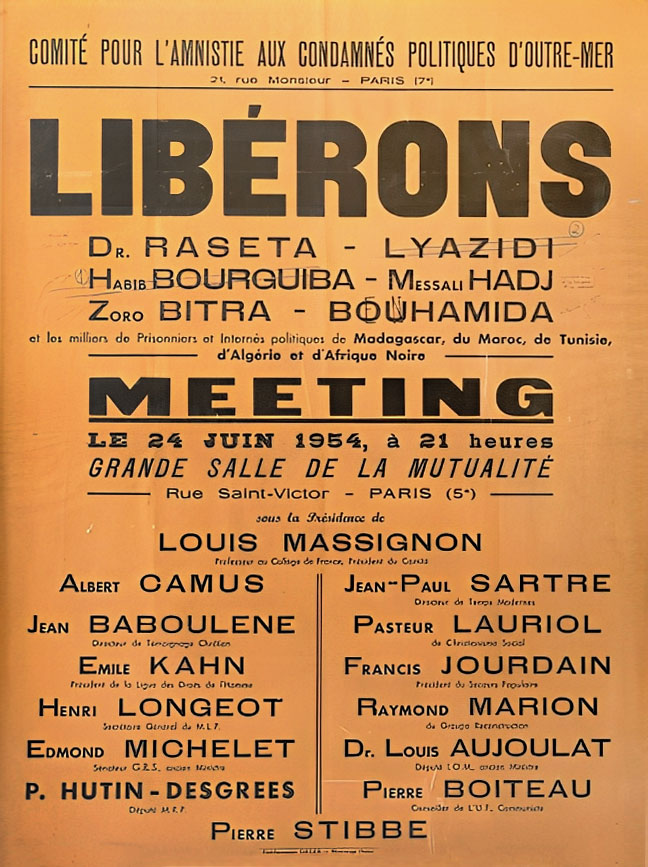
Meeting pour la libération des prisonniers et internés politiques de Madagascar, du Maroc, de Tunisie, d’Algérie et d’Afrique Noire, en présence de Pierre Stibbe, 24 juin 1954

Il participe alors à la création du journal clandestin et résistant L'Insurgé, dirigé par un ancien du PSOP, Marie-Gabriel Fugère, et auquel participe aussi Gilles Martinet. À la fin de l'année, il gagne Toulouse où, avec Jules Moch, il met en place le réseau de résistance "1793", lié à Libération-Sud. Parti à Grenoble à la fin de l'année 1942, il fait alors partie de "Ceux de la résistance", réseau auquel il continue d'appartenir lorsqu'il arrive à Paris, l'année suivante.
Membre du comité parisien de libération en juin 1944, il est alors l'adjoint de Léo Hamon. Il est désigné comme membre de l'Assemblée consultative provisoire, en tant que représentant de son réseau de résistance, et siège comme juré au procès de Philippe Pétain. Il se montre l'un des partisans les plus zélés de sa condamnation à mort (obtenue par 14 voix contre 13) et est à l'initiative de l'ajout de la dégradation militaire à cette dernière,.  
Partisan de la fusion de son réseau avec le Mouvement de libération nationale, il adhère cependant à la SFIO dès la reconstitution de sa fédération parisienne. Il milite alors au sein de la tendance "Bataille socialiste" et défend donc la motion de Guy Mollet au congrès de 1946.
En 1948, il est exclu du parti comme la plupart des militants de son courant qui avaient condamné l'anticommunisme de la direction. Il fréquente alors plus ou moins toutes les organisations de la "Nouvelle gauche" de l'époque : parti socialiste unitaire, Union progressiste, centre d'action des gauches indépendantes, union de la gauche socialiste exerçant le plus souvent des fonctions dans les directions de ces mouvements.
Dès 1947 et pendant les années 1950, il milite dans les milieux anticolonialistes, mettant notamment ses compétences d'avocat au service des Algériens Messali Hadj et Ben Boulaïd,, du RDA, de Ben Barka, mais aussi et surtout des députés malgaches après l'insurrection de 1947. En 1954, il publie un ouvrage retentissant, Justice pour les Malgaches, dans lequel il reformule et popularise l'expression de Mario Roques (déjà reprise par Jean Rous) d'« affaire Dreyfus contre tout un peuple »,. 
En 1958, il fut candidat aux législatives sous la bannière de l'Union des forces démocratiques, il participe à la création du Parti socialiste unifié en 1960 et siège au comité politique national de ce parti, puis du bureau national à partir de 1965.
Le 3 février 1967, il meurt d'une crise cardiaque à la barre du tribunal d'Amiens en plaidant l'innocence de son ultime client, Kaddour Mehyaoui, un Algérien de 38 ans accusé d'avoir commis un familicide (en) dans l'Aisne en 1962. 
Il avait reçu la médaille de la Résistance française avec rosette. 

### Archives
- Inventaire du fonds d'archives de Pierre Stibbe conservé à La Contemporaine.